# Manfred Paschke
Manfred Paschke (* 14. November 1934 in Minden; † 16. Juni 2024 in Osnabrück) war ein deutscher Fußballspieler.

## Werdegang
Der Halbstürmer Paschke begann seine Karriere bei Minden 05 und absolvierte vier Spiele in der deutschen Jugendnationalmannschaft. Im Jahre 1954 wechselte er zum VfB Oldenburg, der gerade in die seinerzeit erstklassige Oberliga Nord aufgestiegen war. Für die Oldenburger absolvierte Paschkein der Saison 1955/56 an der Seite von Ex-Nationalspieler Erich Hänel 26 Oberligaspiele und erzielte dabei zwölf Tore. Sein Oberligadebüt gab er am 4. September 1955 beim 2:0-Heimsieg gegen den FC St. Pauli im damaligen WM-System auf Linksaußen. Der VfB-Angriff war dabei in der Besetzung mit Lothar Klinge, Herbert Bayer, Erich Hänel, Burghard Rylewicz und Paschke aufgelaufen. Nach dem Abstieg des VfB wechselte er zum VfL Osnabrück, mit dem er in den Jahren 1960 und 1960/61 jeweils Dritter der Oberliga Nord wurde.
Bei den „Lila-Weißen“ von der Bremer Brücke debütierte er am 26. August 1956 bei einer 1:2-Heimniederlage gegen Hannover 96. Er bildete dabei mit Linksaußen Theo Schönhöft auf Halblinks den linken Flügel und erzielte den Ehrentreffer für den VfL. Am Rundenende hatte Paschke in 25 Ligaeinsätzen zehn Tore erzielt und Osnabrück belegte den sechsten Rang. Herausragende sportliche Ereignisse waren unter anderem der Gewinn des Norddeutschen Pokals am 21. Juni 1958 mit einem 3:2-Erfolg gegen Hamburger SV, wozu er auf Halblinks zwei Treffer beisteuerte und seine vier Tore am 25. September 1960 beim 8:3-Heimerfolg gegen den SV Werder Bremen, wo er mit drei Toren in Folge den Gastgeber vom 2:2-Zwischenstand zur 5:2-Führung brachte.
Im Jahre 1962 wechselte Paschke zum Wuppertaler SV und spielte in der Saison 1962/63, im letzten Jahr der alten erstklassigen Oberligaära, in der Oberliga West und von 1963 bis 1967 in der zweitklassigen Regionalliga West. Im Sommer 1963 zog er mit der Mannschaft vom Stadion am Zoo nach Erfolgen über den KSV Hessen Kassel (2:2 n. V./3:0) und Borussia Neunkirchen (1:0) in das Halbfinale im DFB-Pokal ein. Am 7. August 1963 setzte sich der Bundesligist Hamburger SV vor 38.000 Zuschauern mit einem 1:0-Erfolg gegen das von Trainer Robert Gebhardt trainierte Team aus dem Bergischen Land durch und zog in das Finale ein. Paschke war der „Unglücksrabe“, der das HSV-Siegtor aufgrund eines Querschlägers ermöglicht hatte; zugleich erzielte er in der Runde vorher aber auch den Treffer, durch den der WSV überhaupt nur das Halbfinale erreicht hatte. Im ersten Jahr der neu installierten Regionalliga, 1963/64, erreichten Paschke und Kollegen – Dieter Auris, Helmut Domagalla, Vitus Sauer, Günter Jäger, Emil Meisen, Erich Haase, Günter Augustat, Manfred Reichert, Werner Tönges – hinter Meister Alemannia Aachen die Vizemeisterschaft. Für den WSV absolvierte er 19 Oberligaspiele und erzielte drei Tore. Dazu kamen 55 Regionalligaspiele, bei denen er dreimal traf. Nach dem Ende seiner Karriere zog Paschke nach Osnabrück zurück und trainierte mehrere Amateurvereine in der Region.